# Berwickshire
Berwickshire (także Berwick, gael. Siorrachd Bhearaig) – hrabstwo historyczne w południowo-wschodniej Szkocji, położone przy granicy angielskiej, nad Morzem Północnym.
Północna część hrabstwa była wyżynna, obejmowała pasmo wzgórz Lammermuir. Większa, południowa i wschodnia część hrabstwa była nizinna (region Merse). Na zachodzie hrabstwo obejmowało większą część doliny Lauderdale. Na wschodzie wybrzeże Morza Północnego, niemal na całej długości skaliste i urwiste. Na południowym wschodzie hrabstwo graniczyło z Anglią; większą część granicy wyznaczała rzeka Tweed. Powierzchnia w 1887 roku – 1199 km², w 1951 roku – 1184 km² (1,5% terytorium Szkocji). Liczba ludności w 1887 roku – 35 392, w 1951 roku – 25 068 (0,5% całkowitej populacji Szkocji).
Historyczną stolicą hrabstwa był Berwick-upon-Tweed, w 1482 roku odstąpiony Anglii. Funkcję ośrodka administracyjnego przejęło wówczas miasto Duns. Inne większe miejscowości hrabstwa to: Coldstream, Coldingham, Eyemouth, Greenlaw i Lauder. Gospodarka hrabstwa w dużej mierze opierała się na rolnictwie, w szczególności wypasie owiec. Istotną rolę odgrywało także rybołówstwo.
Hrabstwo zlikwidowane zostało w wyniku reformy administracyjnej w 1975 roku, włączone do nowo utworzonego regionu Borders. Od 1996 roku terytorium hrabstwa znajduje się w granicach jednostki administracyjnej (council area) Scottish Borders.